# Luis Carlos Torres
Luis Carlos Torres Rueda (Villavicencio; 25 de agosto de 1958) es un político e ingeniero industrial colombiano, miembro del Partido Cambio Radical, que se desempeñó como Gobernador de Meta y Senador de la República.

## Biografía
Su trayectoria profesional inició en las empresas públicas de Villavicencio donde ejerció los cargos de jefe de Personal (1983), Jefatura Administrativa y Financiera, Secretaría General y Gerencia General (1987); luego asume la gerencia en las Empresas de Obras Sanitarias de Meta EMPOMETA (1988), subsidiaria de la Empresa Nacional INSFOPAL; a la desaparición de ésta por el proceso de descentralización del Estado se convierte en el primer Director del Fondo de Acueductos y Alcantarillados de Meta (1991), tras lo cual asume la dirección del Instituto de Hidrología, Meteorología y adecuación de tierras HIMAT (1994).

### Gobernador del Departamento de Meta
La gestión realizada al frente de la administración departamental se caracterizó por su atención al sector social,[cita requerida] con acciones efectivas en educación, salud, agua potable, saneamiento básico, vivienda y atención a la población vulnerable. Logró aumentar los índices de cobertura y los niveles de calidad asignándole el 80% del presupuesto del Departamento al gasto público social.[cita requerida]

#### Educación
En educación se aumentó la cobertura neta de 81.2% a 88.6%, una estrategia de ampliación de matrículas y disminución de la deserción escolar, mediante la implementación de la Gratuidad en la Educación con el pago de la matrícula y pensión a los estudiantes de estratos 1 y 2 del sector urbano y a la totalidad del sector rural; con el programa de fortalecimiento de internados; con el pago del seguro estudiantil de todos los estudiantes; con el transporte escolar y el apoyo al bachillerato en bienestar rural. En el componente de calidad educativa, su administración entregó a las comunidades nuevas y mejores instituciones educativas, dotación de aulas de sistemas y formación de docentes en diferentes áreas.[cita requerida]

#### Salud
En salud, invirtió en el Hospital Departamental de Villavicencio, que lo ha convertido en uno de los mejores del país por sus nuevas instalaciones y servicios, dotado con equipos de tecnología de punta, excelente personal médico y auxiliar para la atención de los pacientes, la unidad de cuidados intensivos, la remodelación del pabellón pediátrico, la construcción y ampliación del área de quimioterapia en la Unidad de Cáncer y muchas intervenciones más que renovaron la imagen del Hospital permitiendo el fortalecimiento de la red pública y así, brindar una atención oportuna y de calidad a las personas no cubiertas por el sistema de seguridad social.[cita requerida]
La ocupación de los hospitales de Villavicencio y Granada ascendió al 100%, permitiéndoles, junto con un eficiente manejo del gasto, lograr un saneamiento financiero.[cita requerida]
En materia administrativa, se creó la ESE "SOLUCIÓN SALUD" que agrupa a todos los centros de atención departamental, reorganizando su operación y canalizando importantes recursos para la adecuación arquitectónica y dotación de equipos que permiten una adecuada atención a todos los pobladores del Departamento, especialmente del área rural.[cita requerida]

#### Servicios Públicos
El fortalecimiento en los servicios de agua potable, alcantarillado y saneamiento básico fue notable con la inversión de importantes recursos provenientes no sólo de la participación directa en regalías de petróleo, sino los obtenidos por la gestión de Torres, hecha ante la Comisión de Regalías, obteniendo por primera y única vez el giro de regalías por escalonamiento, dirigidas a la financiación Plan Maestro de Alcantarillado de Villavicencio. Con la creación de la empresa de servicios públicos de Meta EDESA, se inicia un nuevo modelo, mejorando los sistemas de suministro de agua potable con la reconexión, tratamiento y disposición de aguas servidas[cita requerida].

#### Tejido Social
Por otra parte, la atención a la población vulnerable tuvo como programa bandera la atención integral a la niñez y a la familia que cubrió a desplazados, adultos mayores y madres gestantes. Éste contó con acciones como los fogones comunitarios, brindando alimento a personas sin medios económicos; dotación de hogares comunitarios y el complemento nutricional para los niños y madres.[cita requerida]

#### Vivienda
En cuanto a soluciones en materia de vivienda para los más necesitados se construyeron cerca de 400 casas en un ambiente urbanístico diferente al de marginalidad que había caracterizado a las obras de interés social. Además de ser construidas en un sector desarrollado de la ciudad de Villavicencio, contó con todos los servicios públicos, vías pavimentadas, áreas comunes amplias y terminadas que generaron un entorno digno para quienes allí habitan.
Complementario a éste, se desarrollaron proyectos en Guamal y Granada de 1.700 lotes con servicios públicos y vías.[cita requerida]
Además de la atención social ya descrita, se ejecutaron proyectos cuyo objetivo central fue la reactivación económica del departamento de Meta y la generación de empleo, en una estrategia clara de lucha contra la pobreza en nuestro territorio.

#### Turismo
Por otra parte, el sector turístico en la última década se ha convertido en una alternativa de ingreso y trabajo para los Metenses gracias a la construcción de escenarios de atracción y convivencia para propios y visitantes.
El parque de los Fundadores, convertido en emblema promocional de Meta, el parque Sikuani, desarrollo deportivo municipal; el bioparque Los Ocarros que se ha convertido en un espacio de admiración de la flora y fauna y el parque las Malocas, centro de realización de eventos que muestra las faenas propias del llano como el tradicional coleo y el "trabajo e´ llano" creado por su administración y que se replica ahora en muchas festividades en la Orinoquía.[cita requerida]

#### Infraestructura
Junto con el cambio de imagen de la Ciudad de Villavicencio contribuyen también las obras de infraestructura vial y de espacio público como la intersección vial del Maizaro, la prolongación de la avenida los Maracos, la ampliación de la vía Catama, la renovación urbana del centro fundacional y la alameda de la avenida a Acacías.[cita requerida]

#### Productividad
Para la competitividad se continuó la pavimentación de la vía San Juan de Arama - Vistahermosa y se impulsaron proyectos que quedaron con sus estudios y diseños completos, así como financiación parcial, con recursos gestionados en las mesas de concertación del Plan Nacional de Desarrollo, para la construcción de los puentes Humea en Cabuyaro, sobre el río Ariari en Puerto Lleras, sobre el Río Guayuriba en la vía a San Carlos de Guaroa y la construcción del gasoducto del Ariari. Como apoyo al aumento de la productividad del Departamento se creó el Instituto Meta para la formación de mano de obra calificada propia y la asignación de créditos blandos a nuestros microempresarios.[cita requerida]

### Congresista de Colombia
En las elecciones legislativas de Colombia de 2006, Torres Rueda fue elegido senador de la república de Colombia con un total de 66.441 votos. Renunció a su escaño luego de que a Corte Suprema lo llamara a indagatoria por su presunta participación en el asesinato de los políticos Eusser Rendón, Carlos Sabogal y Nubia Sánchez en septiembre de 2004.

#### Iniciativas
Durante su paso por el senado, Torres presentó las siguientes iniciativas:
- Autorizar apropiaciones presupuestales para la celebración de los 50 años del Colegio Nacionalizado Femenino de Villavicencio (Aprobado cuarto debate).[3]
- Establecer normas jurídicas, que permitan crear un orden legal proporcionado y consonante con la gravedad y el daño social que ocasionan los delitos contra nuestros niños (Retirado).[4]
- Crear tarifas especiales para los estudiantes y personas de la tercera edad en que utilicen servicios públicos de transporte masivo de pasajeros en Colombia.[5]
- Asegurar la prestación eficiente y continua de los servicios públicos, los que se prestarán por cada municipio cuando las características técnicas, económicas lo permitan.[6]
- El Departamento del Amazonas tendría una legislación especial en materia ambiental, turística, cultural, administrativa, aduanera, tributaria, fiscal, de comercio y de fomento económico (Retirado).[7]
- Autorizar a la Asamblea Departamental de Meta para ordenar la emisión de la estampilla Universidad de los Llanos 32 años construyendo Orinoquía (Sancionado como ley).[8]
- Reglamentar el ejercicio del derecho de petición ante organizaciones privadas (Archivado).[9]
- Dictar normas prohibitivas en materia de importación y movimiento transfronterizo de residuos peligrosos.[10]
- Hacer obligatorio la destinación de recursos para los fondos de solidaridad y redistribución de ingresos de los servicios públicos domiciliarios (Archivado).[11]
- Reglamentar parcialmente la provisión de la canasta educativa (Archivado).[12]

### Investigaciones penales
La Procuraduría General de la Nación sancionó a Torres Rueda, por graves irregularidades contractuales y por delegar a terceros funciones propias de su administración como gobernador de Meta, con suficientes pruebas sobre su omisión al asumir la representación legal de Meta, donde se suscribieron convenios con las mismas entidades del departamento creadas con este propósito, tales como Edesa y Corpometa, para que realizaran la ejecución de los objetos contractuales.[cita requerida]
La Procuradoria General de la Nación, al considerar que "La falta fue calificada como gravísima a titulo de dolo, pues con la suscripción de los cuestionados convenios omitió cumplir actos propios de sus funciones atribuidos por competencia a los Gobernadores, permitiendo que la Unidad Administrativa de proyectos y contratación, suscribiera los contratos y convenios del Departamento en abierto desconocimiento de las normas a las cuales estaba sujeto", destituyó e inhabilitó a Torres por 10 años para acceder a cargos públicos, esta sentencia luego revertida y fue absuelto por los cargos en su contra. También fue investigado por la Fiscalía por posibles vínculos con paramilitares, de cuya investigación resultó absuelto y declarado inocente.[cita requerida]